# Hjortlund Sogn
Hjortlund Sogn er et sogn i Ribe Domprovsti (Ribe Stift).
I 1800-tallet var Kalvslund Sogn anneks til Hjortlund Sogn. Begge sogne hørte til Ribe Herred i Ribe Amt. Trods annekteringen blev de i 1867 dannet som to selvstændige sognekommuner. Ved kommunalreformen i 1970 blev både Hjortlund og Kalvslund indlemmet i Ribe Kommune, der ved strukturreformen i 2007 indgik i Esbjerg Kommune.
I Hjortlund Sogn ligger Hjortlund Kirke.
I sognet findes følgende autoriserede stednavne:
- Brokær (bebyggelse, ejerlav)
- Bæk (bebyggelse)
- Hedegård (bebyggelse, ejerlav)
- Hjortlund (bebyggelse, ejerlav)
- Stens (bebyggelse)